# Uschi Bour
Uschi Bour (* 1950) ist eine deutsche Schauspielerin.

## Leben und Wirken
Seit den 1970er Jahren war Uschi Bour regelmäßig in Film und Fernsehen präsent. Ihr Debüt gab sie mit der Fernsehserie Rund um die Uhr, die zu ihrer Zeit im regionalen Vorabendprogramm lief. Danach spielte sie in der Verfilmung Ein Mann will nach oben des gleichnamigen Romans von Hans Fallada als jüngere Schwester der Hauptdarstellerin Ursela Monn mit. Den Serienrollen blieb sie treu und spielte unter anderem in der bekannten Serie Der Landarzt eine wiederkehrende Rolle.
Im Kinofilm Aufwind von 1979 hatte sie eine größere Rolle. Ferner war sie in Filmen- und Fernsehspielen wie Ihr 106. Geburtstag (mit Inge Meysel), der Hallervorden-Komödie Mein Gott, Willi! oder Ein Kuckuck im Nest zu sehen.

## Filmografie
- 1975: Rund um die Uhr (Fernsehserie)
- 1976: Ein Fall für Stein (Fernsehserie, eine Folge)
- 1976: Pension Schöller
- 1977: Es muß nicht immer Kaviar sein (Fernsehserie)
- 1977: Die drei Klumberger (Fernsehserie, fünf Folgen)
- 1978: Café Wernicke (Fernsehserie)
- 1978: Ein Mann will nach oben (Fernsehserie, drei Folgen)
- 1979: Aufwind
- 1979: Ihr 106. Geburtstag
- 1980: Mein Gott, Willi!
- 1981: St. Pauli-Landungsbrücken (Fernsehserie, eine Folge)
- 1983: Kommissariat 9 (Fernsehserie, eine Folge)
- 1986: Berliner Weiße mit Schuss (Fernsehserie, vier Folgen)
- 1986: Die Nervensäge (Fernsehserie, eine Folge)
- 1988: Die Wicherts von nebenan (Fernsehserie, zwei Folgen)
- 1989: Letzten Sommer in Kreuzberg
- 1991: Der Hausgeist (Fernsehserie, eine Folge)
- 1992–1995: Der Landarzt (Fernsehserie, sieben Folgen)
- 1992: Gute Zeiten, schlechte Zeiten